# International Lesbian, Gay, Bisexual, Trans and Intersex Association
International Lesbian, Gay, Bisexual, Trans and Intersex Association (ILGA) är en världsomspännande organisation för homo- och bisexuellas, transpersoner och intersexualism rättigheter. Organisationen grundades 8 augusti 1978 som International Gay Association (IGA) och ändrade 1986 namn till International Lesbian and Gay Association (ILGA), men har sedan dess även adderat transsexualitet och intersexualitet till sitt arbete.

## Förbundet
Förbundet består av mer än 1200 grupper från 132 länder (2017). ILGA arbetar bland annat med att publicera nyhetsbrev som innehåller rapporter om homosexuellas rättigheter internationellt samt har årliga världskonferenser för homo-, bi-, trans- och intersexuella. De har även kontakter och information om legal, social och politisk status för homosexuella runt om i världen. De stödjer dessa gruppers civila rättigheter. Exempelvis så lyckades ILGA få Amnesty International att erkänna förföljandet av homosexuella som en inskränkning av mänskliga rättigheter. Särskilt den Europeiska grenen av ILGA menar att jämställdhet för homosexuella är en viktig fråga i den civila och sociala debatten.
Enligt ILGA:s strategiska plan för 2014-2018 är förbundets vision en värld där allas mänskliga rättigheter respekteras och där alla kan leva jämlikt och fritt. De vill se en värld där global rättvisa och jämlikhet är garanterad för alla, oavsett sexuell läggning, könsidentitet, könsuttryck eller kön. Samma strategiska plan anger förbundets värden; samarbete, mångfald, integritet och social rättvisa.

## ILGA och FN
I juli 1993 tilldelades ILGA officiellt observatörsstatus i FN, en status som återkallades i december 1994. Några av medlemsorganisationerna i ILGA stödde avskaffandet eller sänkning av åldern för samtyckeslagar. Jesse Helms, en senator i USA föreslog och fick igenom lagstiftning om att USA inte skulle bidra ekonomiskt till FN:s fackorgan som förespråkar pedofili. Detta var anledningen till att FN ändrade ILGA:s status, något som kraftigt begränsade förbundets möjlighet till påtryckningar på FN och andra internationella organ. Upprepade ansökningar 2002 och 2006 avslogs.
Under 2006 fick dock den Europeiska grenen av ILGA konsultativ status och 2011 godkändes ansökan om konsultativ status för ILGA inom FN:s ekonomiska och sociala råd (ECOSOC).